# 1,2-己二醇
1,2-己二醇是一种有机化合物，结构上属于邻二醇，其化学式为C6H14O2。它可由1-己烯被高碘酸钠-氯化钌氧化得到。它在氧化铝负载的氟化铯催化下和碳酸二乙酯反应，可以得到碳酸-1,2-己烯酯。它在二氯甲烷中被硅胶负载的高锰酸钾氧化，可以得到戊酸。